# 天龍八部 (1997年電視劇)
《天龍八部》（英語：The Demi-Gods and Semi-Devils 1997）是香港電視廣播有限公司根據金庸所著的武俠小說《天龍八部》改編而拍攝製作的古裝武俠劇集，全劇共45集，監製李添勝，此劇為無綫電視拍攝製作第二部同名劇集。是由黃日華、陳浩民、樊少皇及李若彤領銜主演。雖然97版天龍八部當年在香港反響一般，但該劇引進內地后，在內地掀起收視熱潮。多年后，更被香港人认为此剧为唯一一部无线在90年代金庸小说能够胜过80年代首次翻拍的版本。該劇在2006年9月4日于無線電視翡翠台重播。

## 故事大綱
丐幫幫主喬峯（黃日華 飾）英雄蓋世、義薄雲天，與燕王後裔慕容復（張國強飾）並稱“北喬峯，南慕容”。時值江湖上突發多起命案，喬峯在幫助慕容復洗刷嫌疑的同時，卻不想被丐幫的陰謀黨揭發了自己的身世之謎，更因此被逐出丐幫。喬峯在追尋江湖命案和自己身世之謎時，與慕容復的婢女阿朱（劉錦玲飾）患難見真情，結下共度一生的盟約，卻最終因爲兩人誤解阿朱的生父就是喬峯一直要尋找的“帶頭大哥”，而釀下不可挽回的悲劇......
另一方面，大理鎮南王世子段譽（陳浩民 飾）外出遊玩，陰差陽錯掉下懸崖進入琅嬛福地，段譽在洞中偶得“北冥神功”和“凌波微步”兩部武功祕笈，也對洞中一幅畫像中的“神仙姐姐”一見鍾情。其後他闖入曼陀山莊，發現慕容復的表妹王語嫣（李若彤 飾）長相與“神仙姐姐”一模一樣，無奈王語嫣一直鍾情於表哥慕容復。在步步跟隨王語嫣和慕容復的同時，段譽不慎發現了慕容復的陰謀，而王語嫣也逐漸被段譽的深情所打動。
與此同時，少林寺小沙彌虛竹（樊少皇 飾）偶遇了遭仇家追殺受了重傷的天山童姥，善良的虛竹揹着童姥一起逃難，更演繹了一段武林奇遇......

## 劇情簡介
北宋年间，外族纷纷觊觎大宋国土，形成汉、胡对立的局面。丐帮帮主乔峰因拒绝副帮主妻康敏之爱，遭报复被揭发契丹人身份而受尽中原武林人士唾弃。乔峰遂四处追查身世，认识了大理世子段誉并结拜为兄弟。乔峰追寻身世时屡遭奸人所害，含冤莫白，更错杀红颜知己阿朱，后为救朱妹阿紫寻医至大辽，辗转成为大辽南院大王，但与中原关系则更趋恶劣。段誉为人豁达开朗，对貌若天仙的王语嫣一见倾心，可惜王语嫣只钟情其表哥慕容复，令三人陷入一段纠缠不清的苦恋。后段誉与少林和尚虚竹相识并结为兄弟，虚竹天性纯良，宅心仁厚，深得高人指点，武功高强。少林寺英雄大会上乔峰之父以及虚竹身世揭晓，后乔峰被辽国皇帝逼死，段誉与王语嫣相恋，虚竹被选为西夏驸马。

## 演員表

### 主要角色
| 演員   | 角色         | 武功 | 暱稱／關係 | 1982年版本 演員 |
| 黃日華 | 喬峰（萧峰） | 降魔掌 擒龍功 龍爪手 太祖長拳 打狗棒法 排云双掌 降龍十八掌 | 丐幫幫主，武林素稱「北喬峰」，武功蓋世；虛竹與段譽義兄。萧远山之子、阿朱恋人、阿紫姐夫、耶律洪基义弟                                                                                         | 梁家仁          |
| 陳浩民 | 段譽         | 內功：北冥神功 輕功：凌波微步 絕技：六脈神劍 | 大理國「鎮南王」段正淳世子，由刀白鳳所生，但生父是四大惡人中的段延慶。後繼位大理國皇帝，登基時年號日新。為喬峰、虚竹義弟（排第三）                                                           | 汤镇业          |
| 樊少皇 | 虛竹         | 內功：逍遙派（小無相功、北冥真氣） 絕技：少林派（羅漢拳、韋陀掌）、逍遙派（天山折梅手、天山六陽掌、生死符） | 原為少林寺弟子，後成為逍遙派掌門，且集逍遙派三大高手功力於一身。經歷一連串奇遇後娶西夏銀川公主李清露，成為西夏駙馬，為喬峰義弟，段譽義兄（排第二）。少室山一戰得知父為玄慈大師，母為葉二娘。 | 黄日华          |
| 張國強 | 慕容復       | 輕功：壁虎游牆功 絕技：八卦刀法、六合刀、柳絮劍法、姑蘇慕容（斗轉星移、慕容氏家傳劍法）、丐幫（打狗棒法）、少林派（降魔刀法）、广西黎山洞（柴刀十八路）、江南史家（迴風拂柳刀）、天童寺心觀（慈悲刀）、杨老令公武学（後山三絕招） | 與喬峰齊名的「南慕容」，父親為慕容博。 | 石修            |

### 喬峰家族
| 演員   | 角色         | 武功                                                        | 暱稱／關係                                                     | 天龙八部 (1982年电视剧) 演员 |
| 黃日華 | 蕭遠山       | 内功：袈裟伏魔功 絕技：般若掌、無相劫指、善勇猛拳、伏魔杖法 |                                                                | 石坚                         |
| 黃日華 | 喬峰（萧峰） | 參見核心角色                                                | 蕭遠山之子 參見核心角色                                        | 梁家仁                       |
| 陳安琪 | 萧峰生母     | -                                                           | -                                                              | 无                           |
| 劉錦玲 | 阿朱         | -                                                           | 段正淳與情婦阮星竹所生的第一個女兒，從小被轉送至其他人家扶養。 | 黄杏秀                       |

### 大理段氏
| 演員   | 角色       | 武功                                                         | 暱稱／關係                                                                                       | 天龙八部 (1982年电视剧)演員 |
| 江 漢  | 段正明     | 絕技：一陽指、六脈神劍                                       | 大理國皇帝，段正淳之兄。                                                                         | 张英才                      |
| 溫雙燕 | 保定帝皇后 | -                                                            | 大理國皇后，段正明之妻。                                                                         | 李香琴                      |
| 李鴻杰 | 段延慶     | 内功：腹语、傳音入密 絕技：段家劍、追魂杖、一陽指 兵器：鐵杖 | 大理国延庆太子。四大恶人之首，外号“恶贯满盈”，段譽生父。                                         | 刘兆铭                      |
| 潘志文 | 段正淳     | 絕技：段家劍、五羅輕煙掌、一陽指                             | 大理国镇南王，兄長是大理國皇帝段正明，妻子是刀白鳳。情人有秦紅棉、甘寶寶、阮星竹、王夫人和康敏。 | 谢贤                        |
| 呂有慧 | 刀白鳳     | 絕技：鳳棲於梧                                               | 大理国鎮南王王妃，段正淳元配，擺夷人，段譽生母。                                                 | 梁珊                        |
| 李桂英 | 甘寶寶     | -                                                            | 外号“俏药插”，秦紅棉之師妹，萬劫谷谷主鍾萬仇之妻，未嫁前為段正淳之情婦，兩人生有鍾靈。               | 吕有慧                      |
| 馮曉文 | 秦紅棉     | -                                                            | 外號「修羅刀」、「幽谷客」，段正淳情婦之一，师妹是甘宝宝，她也是木婉清的母亲和师父。             | 黄文慧                      |
| 李若彤 | 李青蘿     | -                                                            | 未嫁前為段正淳情婦之一，为逍遙派掌門人无崖子与齐御风所生。後嫁姑蘇王家。                         | 李琳琳                      |
| 馬菁宜 | 阮星竹     | -                                                            | 段正淳情婦之一，兩人育有阿朱、阿紫。水性了得。                                                   | 白茵                        |
| 陳浩民 | 段譽       | 參見核心角色                                                 | 段延慶、刀白鳳之子 參見核心角色                                                                  | 汤镇业                      |
| 李若彤 | 王語嫣     | -                                                            | 段正淳與情婦李青蘿之女，表哥為慕容復。                                                           | 陈玉莲                      |
| 劉錦玲 | 阿朱       | -                                                            | 段正淳、阮星竹之女，阿紫姐姐 參見喬峰家族                                                        | 黄杏秀                      |
| 劉玉翠 | 阿紫       | 内功：龜息功、化功大法 絕技：碧磷針、腐屍毒                  | 段正淳與其情人阮星竹所生之第二女，阿朱同父同母的亲妹妹，倾慕姐夫萧峰。                           | 陈复生                      |
| 趙學而 | 木婉清     | -                                                            | 段正淳與情婦「幽谷客」修羅刀秦紅棉之女。                                                         | 杨盼盼                      |
| 何美鈿 | 鍾靈       | -                                                            | 段正淳與情婦甘寶寶之女，鐘萬仇養女。                                                             | 黄杏秀                      |
| 李煒祺 | 傅思歸     | -                                                            | 段正淳侍卫                                                                                       | 何广伦                      |
| 張漢斌 | 古篤誠     | -                                                            | 段正淳家臣 红沙滩一战时被岳老三打入江中                                                          | 梁少狄                      |
| 古明華 | 褚萬里     | -                                                            | 段正淳手下 死于段延庆之手                                                                        | 朱刚                        |
| 王偉樑 | 朱丹臣     | -                                                            | 段正淳属下                                                                                       | 何礼男                      |
| 余慕蓮 | 瑞婆婆     | -                                                            | 王夫人手下                                                                                       |                             |
| 馮瑞珍 | 平婆婆     | -                                                            | 王夫人近侍                                                                                       |                             |

### 虛竹家族
| 演員   | 角色                    | 武功                                     | 暱稱／關係                                                   | 天龙八部 (1982年电视剧)演員 |
| 劉 江  | 玄慈大師                | 袈裟伏魔功                               | 少林寺方丈，虚竹生父，说話威严，為贯穿通篇故事的“带头大哥”。 | 何壁坚                      |
| 李麗麗 | 葉二娘                  | 輕功：踏雪无痕 絕技：破戒刀法 兵器：方刀 | 四大惡人老二，外号“無惡不作”，虛竹生母。                     | 梁爱                        |
| 樊少皇 | 虛竹                    | 參見核心角色                             | 玄慈大師、葉二娘之子 參見核心角色                            | 黄日华                      |
| 黃紀瑩 | 銀川公主李清露 （夢姑） | -                                        | 虛竹妻子，李秋水的孫女，王語嫣的表妹。                       | 胡祖儿                      |

### 姑蘇慕容
| 演員   | 角色     | 武功 | 暱稱／關係                                                                             | 天龙八部 (1982年电视剧)演員 |
| 駱應鈞 | 慕容博   | 絕技：姑蘇慕容（参合指、斗轉星移、慕容氏家傳劍法）、宁玛派（火焰刀）、少林派（拈花指、金剛指、無相劫指、伏魔杖法、九天九地方便鏟法、般若掌、大金剛拳） | 慕容復之父。                                                                           | 关海山                      |
| 馬蹄露 | 慕容王氏 | - | 慕容復生母，慕容復成年後去世                                                           | 陈丽云                      |
| 劉錦玲 | 阿朱     | - | 慕容復二婢之一 參見喬峰家族                                                            | 黄杏秀                      |
| 趙靜儀 | 阿碧     | - | 慕容家二婢之一，蘇星河首位徒弟，暗戀慕容復。最後看破紅塵，在大理陪伴精神失常的慕容復。 | 黄敏仪                      |
| 羅君左 | 包不同   | - | 慕容復家臣，後為慕容復所殺。                                                           | 余子明                      |
| 博 君  | 風波惡   | - | 慕容復家臣，在慕容復殺死包不同後離去。                                                 | 焦雄                        |

### 丐幫
| 演員   | 角色   | 武功                         | 暱稱／關係 | 天龙八部 (1982年电视剧)演員 |
| 金興賢 | 汪劍通 | 「打狗棒法」和「降龍十八掌」 | 丐幫前任幫主。外号“剑髯” | 无                          |
| 黃日華 | 喬峰   | 參見核心角色                 | 丐幫幫主 參見核心角色 | 梁家仁                      |
| 麥長青 | 游坦之 | 參見聚賢莊                   | 丐幫第七代幫主 參見聚賢莊 | 甘国卫                      |
| 劉 丹  | 馬大元 | 鎖喉功                       | 丐帮副帮主，康敏之夫。後被康敏和白世鏡合謀所害死 | 不詳                        |
| 郭德信 | 白世鏡 | 鷹爪手                       | 白世鏡是丐幫的執法長老。 | 萧亮                        |
| 陳榮峻 | 全冠清 | 不詳                         | 丐帮大智分舵舵主，被康敏色誘以助她對付喬峰，後被吳長老等人亂刀分屍 | 关聪                        |
| 黃 新  | 徐長老 | 不詳                         | 丐帮七袋長老 | 金雷                        |
| 曹 濟  | 吳長風 | 不詳                         | 丐幫四老之一 | 不詳                        |
| 梁少狄 | 宋長老 | 不詳                         | 丐幫四老之二 | 许坚信                      |
| 李耀敬 | 陳孤雁 | 不詳                         | 『長臂叟』丐幫四老之三 | 區嶽                        |
| 邱萬城 | 奚山河 | 不詳                         | 丐幫四老之四，在聚賢莊被蕭峰所殺 | 孫季卿                      |
| 郭卓樺 | 蔣舵主 | 不詳                         | 丐幫分舵主 | 无                          |
| 虞天偉 | 譚 公  | 不詳                         | 太行山沖霄洞洞主，妻子為譚婆。後咬舌自尽 | 谭一清                      |
| 羅 蘭  | 譚 婆  | 不詳                         | 太行山沖霄洞洞主夫人，被趙錢孫稱“小娟”，趙錢孫師妹。後被蕭遠山所殺 | 陈立品                      |
| 鄭家生 | 趙錢孫 | 不詳                         | 譚婆師兄。後被蕭遠山所殺 | 俞明                        |
| 雪 梨  | 康 敏  | -                            | 是大理鎮南王段正淳的情婦之一，後為丐幫副幫主馬大元夫人。对自己的美貌极为自信，勾引多个男人成为裙下之臣，为自己做事，但最倾慕的是乔峰，多次色诱但未成功，对其恨之入骨。最后被阿紫毁容，被镜中自己丑陋的外貌活活吓死。 | 林建明                      |

### 逍遙派
| 演員   | 角色            | 武功 | 暱稱／關係 | 天龙八部 (1982年电视剧)演員 |
| 李成昌 | 無崖子          | 内功：小無相功、北冥神功 輕功：凌波微步 絕技：天山六陽掌                                                                                                   | 原逍遙派掌門，蘇星河、丁春秋、虚竹的師父，薛慕华的师祖。出场时已达93岁高龄。                                                                                      | 郑君绵                      |
| 陳安瑩 | 天山童姥-童飘云 | 内功：八荒六合唯我独尊功 絕技：天山折梅手、天山六陽掌、生死符                                                                                              | 無崖子的師姊。天山靈鷲宫主人。出场时已达96岁高龄。苏星河、丁春秋的大师伯。                                                                                        | 王爱明                      |
| 蘇恩磁 | 李秋水          | 内功：龜息功、小無相功、北冥神功 輕功：凌波微步 絕技：寒袖拂穴、白虹掌力、傳音搜魂大法                                                                     | 西夏太妃，無崖子與天山童姥的師妹，苏星河、丁春秋的师叔。 | 黎少芳                      |
| 李若彤 | 齊御風          | 内功：北冥神功 轻功：凌波微步 | 原逍遥掌门的关门弟子，天山童姥、無崖子、李秋水的小师妹，無崖子的妻子，李青萝的母亲，王语嫣的外婆，苏星河、丁春秋的师叔。 本剧中，齊御風与李秋水并无胞姐妹的关系。 |                             |
| 羅國維 | 蘇星河          | 絕技：桃花陣 八陣圖 誅仙陣 | 無崖子大徒弟。丁春秋、虛竹的師兄。 | 李寿祺                      |
| 招石文 | 丁春秋          | 内功：龜息功、小無相功、化功大法、天長地久不老長春功 輕功：摘星功 絕技：穿心釘、極樂刺、無形粉、碧磷針、抽髓掌、腐屍毒、連珠腐屍毒、三陰蜈蚣爪、三笑逍遙散 | 星宿派掌门，外号“星宿老怪”。逍遙派掌門無崖子的二弟子，大師兄為蘇星河。                                                                                            | 刘克宣                      |
| 樊少皇 | 虛竹            | 參見核心角色 | 參見核心角色 | 黃日華                      |
| 艾 威  | 薛慕華          | | 人稱薛神医，外号“阎王敌”，蘇星河弟子。 | 关键                        |
| 麥嘉倫 | 摘星子          | 不詳 | 丁春秋大弟子，阿紫大師兄 。 | 李冈                        |
| 陳勉良 | 出塵子          | 不詳 | 丁春秋二弟子，阿紫二師兄，被摘星子杀死 | 无                          |

### 天山缥缈峰灵鹫宫
| 演員            | 角色                    | 武功 | 暱稱／關係 |
| 陈安莹          | 天山童姥灵鹫宫老尊主    | 六路天山折梅手、天山六阳掌、以生死符掌控三十六洞洞主及七十二岛岛主                                              | 重伤垂死之际遇上虚竹,为报其救命之恩收虚竹为逍遥派嫡系传人，传授灵鹫宫绝学六路天山折梅手于冰窖破其荤戒色戒迫之脱离少林，再以种生死符迫令虚竹学天山六阳掌以化解其身上之生死符，临终前迫令虚竹接掌灵鹫宫,成为灵鹫宫新尊主   |
| 樊少皇          | 虛竹灵鹫宫尊主          | 內功：逍遙派（小無相功、北冥真氣） 絕技：少林派（羅漢拳、韋陀掌）、逍遙派（六路天山折梅手、天山六陽掌、生死符） | 原为少林寺弟子，后成为逍遥派掌门，且集逍遥派三大高手功力于一身。后偶遇重伤之師伯天山童姥及師叔李秋水，本欲阻止兩人惡鬥，卻意外因身上之北冥神功吸光天山童姥和李秋水兩人畢生內功，天山童姥临终前令其接任成为新灵鹫宫主人。 |
| 黃紀瑩          | 銀川公主李清露 （夢姑） | 不懂武學 | 虚竹妻子，灵鹫宫尊主夫人，李秋水的孙女，王语嫣的表妹 |
| 陳楚翹          | 梅 劍                   | 師承天山童姥，武功一般                                                                                          | 灵鹫宫四剑护法，隶属九天九部中的「钧天部」，虚竹座下近身四婢 自幼于灵鹫宫長大，天真烂漫，单纯不懂人情世故，為“四剑”之長姐                                                                                                |
| 雷晴雯 (雷穎怡) | 蘭 劍                   | 師承天山童姥，武功一般                                                                                          | 灵鹫宫四剑护法，隶属九天九部中的「钧天部」，虚竹座下近身四婢 自幼于灵鹫宫長大，天真烂漫，单纯不懂人情世故，為“四剑”之二妹                                                                                                |
| 伍慧珊          | 菊 劍                   | 師承天山童姥，武功一般                                                                                          | 灵鹫宫四剑护法，隶属九天九部中的「钧天部」，虚竹座下近身四婢 自幼于灵鹫宫長大，天真烂漫，单纯不懂人情世故，為“四剑”之三妹                                                                                                |
| 黄凱詩          | 竹 劍                   | 師承天山童姥，武功一般                                                                                          | 灵鹫宫四剑护法，隶属九天九部中的「钧天部」，虚竹座下近身四婢 自幼于灵鹫宫長大，天真烂漫，单纯不懂人情世故，為“四剑之四妹                                                                                                 |
| 廖麗麗          | 余婆婆                  | 師承天山童姥，武功一般                                                                                          | 隶属九天九部中的「昊天部」，负责打理灵鹫宫里各大小事务，俨如灵鹫宫大家长 |
| 黎靖雪          | 灵鹫宫大婢女            | | |

### 四大惡人
| 演員   | 角色   | 武功                   | 暱稱／關係 | 天龙八部 (1982年电视剧)演員 |
| 李鴻杰 | 段延慶 | 參見大理段氏           | 四大恶人之首 绰号“恶贯满盈”，段誉生父 參見大理段氏                                                                   | 刘兆铭                      |
| 李麗麗 | 葉二娘 | 參見虛竹家族           | 四大恶人老二 绰号“无恶不作”，為虚竹的生母。                                                                          | 梁爱                        |
| 秦 煌  | 岳老三 | 絕技：鳄神剪、剪金断石 | 四大惡人老三，外号“凶神恶煞”，段譽徒弟。在四大恶人中排行第三，但在自稱時喜歡和排名第二的葉二娘對調，自稱「岳老二」。 | 刘国诚                      |
| 李子奇 | 雲中鶴 | 絕技：鹤蛇八打         | 四大惡人老四，外号“穷凶极恶”。                                                                                       | 杨炎棠                      |

### 天龍寺
| 演員   | 角色     | 武功                        | 暱稱／關係                         |
| 張英才 | 黃眉大師 | 金剛指                      | 大理拈花寺住持                     |
| 蔡國慶 | 枯榮大師 | 枯荣禅功 六脉神剑「少商剑」 | 本因本观本参之師叔，段延慶親叔父。 |
| 陳中堅 | 本因方丈 | 六脈神劍「商陽劍」          | 方丈，段正明之叔父，枯荣大师师侄   |
| 凌 漢  | 本觀大師 | 六脈神劍「中衝劍」          | 本因的师弟                         |
| 區 嶽  | 本參大師 | 六脈神劍「少澤劍」          | 本因、本觀的师弟                   |

### 少林寺
| 演員   | 角色           | 天龙八部 (1982年电视剧)演員 |
| 鲍方   | 扫地僧         | 叶夏利                      |
| 孫季卿 | 玄苦大師       | 江毅                        |
| 李海生 | 玄痛大師       | 无                          |
| 薛纯基 | 玄难大師       | 无                          |
| 呂劍光 | 玄寂大師       | 陳中堅                      |
| 石 云  | 玄渡大師       | 无                          |
| 何璧坚 | 玄灭大師       | 无                          |
| 曾健明 | 玄生           | 无                          |
| 黄宗赐 | 缘根           | 秦煌                        |
| 鄺佐輝 | 慧輪           | 无                          |
| 魏惠文 | 慧方           | 无                          |
| 黄成想 | 慧圆           | 无                          |
| 黄仲匡 | 慧淨           | 无                          |
| 湯俊明 | 虛湛           | 无                          |
| 蒋 克  | 虛渊           | 无                          |
| 伍文生 | 青松（小沙彌） | 无                          |

### 聚賢莊
| 演員   | 角色               | 天龍八部 (1982年電視劇)演员 |
| 麥長青 | 游坦之             | 甘國衛                      |
| 麥子雲 | 游驥               | 馬宗德                      |
| 邵卓堯 | 游駒（游坦之父亲） | 小麒麟                      |
| 陳狄克 | 鮑千靈             | 關菁                        |
| 梁健平 | 祁老六             |                             |
| 梁欽棋 | 向望海             | 葉天行                      |
| 華忠男 | 單正               | 吳業光                      |

### 吐蕃國
| 演員   | 角色                                 | 天龍八部 (1982年電視劇)演员 |
| 駿 雄  | 宗贊王子                             | 李國麟                      |
| 李國麟 | 鳩摩智 大雪山大轮寺大轮明王 吐蕃国师 | 張雷                        |
| 王維德 | 天摩尼 鳩摩智師弟                    |                             |

### 遼國
| 演員   | 角色                         | 天龍八部 (1982年電視劇)演员 |
| 王 偉  | 耶律洪基 辽国皇帝 萧峰義兄   | 楊澤霖                      |
| 黎 宣  | 萧挞里 皇太后 耶律洪基之母后 | 佩雲                        |
| 曾慧云 | 萧观音 耶律洪基第一任皇后    | 劉雅麗                      |
| 温文英 | 楚王                         | 李建川                      |
| 李煌生 | 室里 南院枢密使              |                             |
| 談泉庆 | 北院大王                     |                             |
| 鄧汝超 | 耶律莫哥                     |                             |

### 女真族
| 演員   | 角色                  |
| 郑柏麟 | 完颜阿骨打 喬峰的好友 |
| 陳志雄 | 劾里鉢                |

### 無量劍
| 演員   | 角色                     | 天龍八部 (1982年電視劇)演员 |
| 黃文標 | 鍾萬仇 甘寶寶之夫 万劫谷谷主 | 曾偉明                      |
| 楊子轁 | 左子穆 無量劍東宗掌門    | 許紹雄                      |
| 馬海倫 | 辛雙清 无量宫西宗掌门    | 鄭麗芬                      |
| 游飈   | 龔光傑                   | 李岡龍                      |
| 张鸿昌 | 司空玄 神农帮帮主        | 蔡國慶                      |

### 三十六洞洞主、七十二島島主
| 演員   | 角色     |
| 郑 雷  | 乌老大   |
| 关 菁  | 不平道人 |
| 鄧煜榮 | 桑土公   |

### 其他演員
| 演員   | 角色              | 天龍八部 (1982年電視劇)演员 |
| 譚一清 | 智光大師          |                             |
| 焦 雄  | 喬三槐 乔峰养父   |                             |
| 劉桂芳 | 喬三槐妻 乔峰养母 |                             |
| 李龙基 | 赫连铁树          | 馬宗德                      |
| 方 傑  | 努兒海            | 葉天行                      |
| 彭皓鋒 | 丐幫弟子          |                             |

## 影碟發行
以下所有影碟發行均由電視廣播(國際)有限公司授權：
香港發行代理商現代音像(國際)有限公司於2003年推出發行了《天龍八部》VCD影碟零售版本，此影碟將已播放的集數並製作成28隻碟作為片段完整及無刪剪版本，一套共分為兩盒影碟，每隻碟跟電視劇的每集片長約60分鐘一樣，設有粵語及國語發音版本並配上繁體中文字幕。
台灣發行代理商弘音多媒體科技股份有限公司於2007年推出發行了《天龍八部》DVD影碟零售版本，此影碟燒錄VCD香港版的28隻碟作為集數，共7隻碟，設有粵語及國語發音版本並配上非隱藏繁體中文字幕。

## 外部連結
- 《天龍八部》 Mytv Super（页面存档备份，存于）

## 電視節目的變遷
| 上一套： 難兄難弟 -7月25日 | 翡翠台第一綫劇集(1997) 天龍八部 7月28日-9月26日 | 翡翠台第一綫劇集(1997) 天龍八部 7月28日-9月26日 | 下一套： 狀王宋世傑 9月29日- |

| 香港無綫電視翡翠台 星期一至五 19:35-20:35 時段 | 香港無綫電視翡翠台 星期一至五 19:35-20:35 時段 | 香港無綫電視翡翠台 星期一至五 19:35-20:35 時段 |
| ---------------------------------------------- | ---------------------------------------------- | ---------------------------------------------- |
|                                                | 天龍八部 (1997.07.28 - 1997.09.26)             |                                                |
| 難兄難弟 (1997.06.23 - 1997.07.25)             | 狀王宋世傑 (1997.09.29 - 1997.11.07)           |                                                |

| 香港無綫電視翡翠台 中午劇集時段 星期一至五 11:45-12:40 | 香港無綫電視翡翠台 中午劇集時段 星期一至五 11:45-12:40 | 香港無綫電視翡翠台 中午劇集時段 星期一至五 11:45-12:40 |
| ------------------------------------------------------ | ------------------------------------------------------ | ------------------------------------------------------ |
|                                                        | 天龍八部 (2006.09.04 - 2006.11.08)                     |                                                        |
| 青出於藍 (2006.07.24 - 2006.09.01)                     | 心花放 (2006.11.09 - 2006.12.20)                       |                                                        |